# Бристоу, Бенджамин Хелм
Бенджамин Хелм Бристоу (англ. Benjamin Helm Bristow; 20 июня 1832, Элктон, штат Кентукки — 22 июня 1896, Нью-Йорк) — американский государственный деятель. Сын юриста и конгрессмена Фрэнсиса Бристоу (1804—1864).
Окончил колледж имени Джефферсона в Пенсильвании, где изучал право. В 1853 году приступил к юридической практике в своём родном штате. В ходе Гражданской войны в США вступил в армию северян, воевал сперва в пехоте, был ранен, после излечения вернулся в строй уже командиром кавалерийского подразделения и дослужился до чина полковника. В сентябре 1863 года вышел в отставку в связи с избранием в сенат штата Кентукки, в котором отработал один двухлетний срок и не стал избираться вновь; в качестве регионального законодателя поддерживал политику, провозглашённую президентом Линкольном.
В 1866—1870 гг. Бристоу работал на посту окружного прокурора в Луисвилле, занимаясь, в частности, проведением в жизнь на территории штата Кентукки Акта о гражданских правах 1866 года, установившего равные права для чернокожих граждан США.
В октябре 1870 г. Бристоу был назначен на новоучреждённую должность Генерального солиситора США. В тесном взаимодействии с Генеральным прокурором Эймосом Акерманом Бристоу организовал массированное судебное преследование членов ку-клукс-клана.
В 1874 г. президент Улисс Грант назначил Бристоу министром финансов США. На этом посту Бристоу занялся реорганизацией министерства, системы таможенных округов и другими реформами, однако в дальнейшем значительную часть его времени и сил поглотила борьба с крупномасштабной коррупционной структурой, выводившей из-под государственного контроля значительные суммы выручки от государственной монополии на производство спиртных напитков. Поскольку, как выяснилось, среди руководителей этой структуры оказались люди из ближайшего окружения президента, а часть незаконных средств должна была пойти на кампанию по его переизбранию, — работа Бристоу была сопряжена со значительными трудностями, и хотя несколько десятков человек в итоге были осуждены, но в 1876 г. Бристоу из-за усилившихся трений с президентом Грантом подал в отставку.
В том же году Бристоу выдвинул свою кандидатуру для участия в выборах Президента США. Однако конвенция Республиканской партии не утвердила его кандидатуру, в том числе и потому, что против него выступили силы, близкие к уходящему президенту Гранту, — кандидатом в президенты стал Резерфорд Хейз. Разочарованный таким исходом, Бристоу навсегда ушёл из политики.
Вернувшись к юридической практике, Бристоу обосновался в Нью-Йорке и в 1878 г. учредил правовую фирму, а в следующем году был избран президентом Американской ассоциации юристов.
Умер от аппендицита.
1. ↑  Find a Grave (англ.) — 1996.